# Corethrella condita
Corethrella condita är en tvåvingeart som beskrevs av Art Borkent 2008. Corethrella condita ingår i släktet Corethrella och familjen Corethrellidae. Inga underarter finns listade i Catalogue of Life.